# Provincia di Huari
La provincia di Huari è una provincia del Perù, situata nella regione di Ancash.

## Geografia antropica

### Suddivisioni amministrative
È divisa in 16 distretti:
- Huari
- Anra
- Cajay
- Chavín de Huantar
- Huacachi
- Huacchis
- Huachis
- Huantar
- Masin
- Paucas
- Pontó
- Rahuapampa
- Rapayán
- San Marcos
- San Pedro de Chaná
- Uco